# Old Brethren German Baptists
Die Old Brethren German Baptists (auch: Leedyites) sind die konservativste Freikirche der Schwarzenau-Brüder in den Vereinigten Staaten. Sie leben in Indiana und Missouri.

## Geschichte
Die Freikirche der Old Brethren German Baptist entwickelten genauso wie ihre Mutterkirche, die Old German Baptist Brethren, aus den Schwarzenau-Brüdern, als deren Gründungsjahr meist 1708 angegeben wird, als in Schwarzenau (heute ein Teil von Berleburg) unter der Leitung von Alexander Mack die ersten Erwachsenentaufen vorgenommen wurden. Aufgrund von Verfolgungen wanderten sie zuerst nach Holland und dann zwanzig Jahre nach ihrer Gründung nach Pennsylvania aus. Im 19. Jahrhundert zogen viele weiter nach Ohio und Indiana.
Ab 1860 entstanden Spannungen zwischen den Traditionalisten in der Freikirche und den Mitgliedern, die auch modernen Strömungen gegenüber offen waren wie Erweckungsversammlungen, Sonntagsschulen und Mission. Die Traditionalisten beharrten auf den Grundwerten von Kirchendisziplin, Autorität der Jahresversammlungen und Erhaltung der alten Ordnung (englisch: "Old Order") von Kirchenämtern, Gottesdienst und Kleiderordnung und bildeten daher 1881 die Freikirche der Old German Baptist Brethren.

### Spaltungen
1913 spalteten sich von den Old German Baptist Brethren noch einmal die konservativen Mitglieder aus Camden (Deer Creek), Carroll County (Indiana) ab und bildeten die Freikirche der Old Brethren. 1915 geschah das Gleiche in Salida, Stanislaus County, Kalifornien, und 1921 lösten sich die Old Order German Baptist Brethren von Dayton (Ohio) von den Old German Baptist Brethren. 
1929 bis 1930 wurden Bemühungen unternommen, die Old Brethren und die Old German Baptist Brethren, zwei getrennt entstandene Kirchen, einander anzunähern, um sie zu vereinen. Die Old Brethren teilten sich in der Folge in zwei Freikirchen. Die konservativere der beiden Freikirchen mit dem Schwerpunkt in Camden wurde 1939 formal gegründet und nahm den Namen "Old Brethren German Baptists" an. Einige Mitglieder der Old Order German Baptist Brethren schlossen sich an.
Melton's Encyclopedia of American Religions beschreibt die Entstehung der Old Brethren German Baptists:
Um 1930 begannen Mitglieder der Old Brethren Deer Creek Congregation aus Camden, Indiana zusammen mit den Old Order Brethren im Gebiet von Covington, Ohio Gottesdienst zu feiern. 1935 hielten es die Traditionalisten der Old Brethren jedoch nicht mehr für möglich, ihre Verbrüderung mit den Ohio Brethren fortzusetzen. Sie bestanden als unabhängige Gemeinschaft weiter, bis sie Kontakt zu einigen Old Order Brethren bei Bradford, Ohio bekamen, die im Haus von Solomon Lavy zusammenkamen. 1939 verbanden sich die beiden Gruppen und nahmen den Namen Old Brethren German Baptist Church an. Sie wurden 1953 von einer Gruppe Old Order Brethren aus Arcanum, Ohio, verstärkt.
Demnach sind die Old Brethren German Baptists das Ergebnis von drei Abspaltungen konservativer Mitglieder der German Baptists zwischen 1881 und 1939.

## Lehre
Die Old Brethren German Baptists halten sich strenger an die Traditionen als ihre Herkunftskirchen. Sie nutzen beispielsweise nur Pferd und Wagen statt Autos und betreiben Landwirtschaft mit Pferden. Außerdem verzichten sie auf Elektrizität und Telefon. Darüber hinaus sind Herstellung und Konsum von Tabak, Altersvorsorge sowie Lebens- und Güterversicherungen verboten. Viele Familien stellen Sorghum-Syrup her.
Die Old Brethren German Baptists haben keine Gemeinschaft mit den Old Order German Baptist Brethren, die die gleichen Traditionen pflegen, aber die Old German Baptist Brethren erst 1921 verlassen haben.
Jahrestreffen werden an Pfingsten abgehalten. In der Vergangenheit fanden sie in einem Versammlungshaus bei Camden statt. Seit 2016 wurden die Treffen im Wechsel zwischen Camden und der neuen Siedlung in Missouri abgehalten.
Auch wenn der Name dies nahelegt, benutzen die Old Brethren German Baptists nicht mehr die Deutsche Sprache, wie es bei den Amischen alter Ordnung und den Mennoniten alter Ordnung der Fall ist. Das Deutsche als Sprache hatten sie bereits vor 1880 aufgegeben.

## Mitglieder
1980 hatten die Old Brethren German Baptists drei Gemeinden mit 45 Mitgliedern in 28 Haushalten. Die größte Gemeinde befand sich in Camden, gefolgt von einer Gemeinde in Goshen (Indiana). Die kleinste Gemeinde war in Arcanum.
2015 war die Gruppe auf 130 Mitglieder angewachsen. Camden ist noch immer die größte Gemeinde. Die Gemeinde in Arcanum existiert nicht mehr und die Gemeinde in Goshen hat nur noch zwei alte Mitglieder, es gibt jedoch eine neue Siedlung zwischen Trenton und Spickard (Missouri). Diese Gruppe hat viele Mitglieder aufgenommen, die die Auto-fahrenden Old German Baptist Brethren verließen, als es dort zu Modernisierungsbestrebungen kam.

## Ähnlichkeiten
Trotz theologischer Unterschiede gibt es eine Reihe von Gemeinsamkeiten zwischen den Old Brethren German Baptist und den Amischen alter Ordnung sowie den konservativen Mennoniten alter Ordnung. Neben dem Fahren mit Pferd und Wagen, schlichter Kleidung und dem Verzicht auf bestimmte Technologien teilen sie Traditionen aus dem gemeinsamen Erbe der Pennsylvania Deutschen.